# Auctorem Fidei
Auctorem Fidei es una bula del papa Pio VI, promulgada el 28 de agosto de 1794, por medio de la cual, condena 85 proposiciones del Sínodo de Pistoya, que había adoptado las doctrinas del jansenismo y del galicanismo. El nombre hace referencia a las primeras palabras del documento en latín, que en castellano quiere decir «el autor de la fe».

## El sínodo de Pistoya
El obispo de Pistoya (Toscana), Scipione de Ricci, convocó en 1786 con el patrocinio del gran duque de Toscana Leopoldo, un sínodo de obispos en su diócesis, con el fin de preparar el terreno para un Consejo nacional y una reforma de la  Iglesia Toscana.
El ideal de los obispos, reunidos en Pistoya, era restaurar la libertad de los Sínodos diocesanos, con respecto a Roma; purgar los misales y breviarios de las leyendas, la independencia jurisdiccional de los obispos del papa, la eliminación de algunos privilegios a las órdenes monásticas y una mayor educación del clero. Ideas que seguín los principales planteamientos del jansenismo, en especial lo referente a una mayor independencia de los obispos.

## Contenido
El 28 de agosto de 1794, el papa Pio VI, promulga una bula, en la que defiende, según la misma, la tradición de la Iglesia y la autoridad del sumo pontífice, condenando el Sínodo de Pistoya en especial 85 proposiciones de éste.
Entre los errores condenados cabe destacar las siguientes: la proposición que afirma que en los últimos tiempos ha habido un oscurecimiento de las verdades de la Iglesia, la que establece que el poder del romano pontífice no le viene de Dios sino de la Iglesia y la que establece que la autoridad de los obispos en sus respectivas jurisdicciones es independiente de la del papa, incluso en casos de moral y costumbres.
Así mismo condenó las proposiciones que consideraban errónea o peligrosa la devoción al Sagrado Corazón de Jesús, pues consideraban que la Humanidad de Cristo no podía recibir adoración de culto de latría.

## Consecuencias

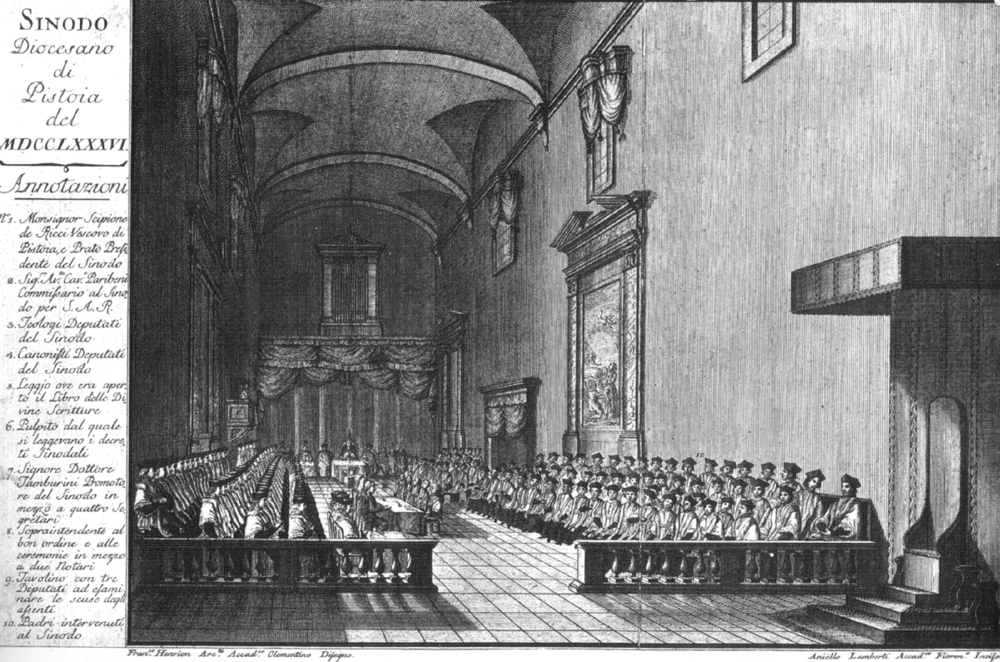
Grabado de 1786 en el que representa el Sínodo diocesano de Pistoya.

Por una parte los pensadores del jansenismo fueron condenados por medio de bulas particulares, pero el gran golpe, que prácticamente acabó con este movimiento lo dio Pío VI con la promulgación de la Auctorem Fidei.
Por otra, el obispo Scipione de Ricci, quien había convocado el sínodo en su diócesis y luego de un período de fuga hasta 1799, firmó su adhesión completa y pública en la ciudad de Florencia, tanto a las bulas de condena contra  Cornelio Jansenio y Pascasio Quesnel, como a la encíclica Auctorem fidei, permaneciendo fiel a la doctrina católica hasta su muerte. La retractación de Scipione, se puede apreciar en la edición bilingüe de la bula de Mayorca del 1814.
El texto ha sido citado en varios documentos pontificios con la intención de defender la ortodoxia doctrinal. Especialmente cuando en los siglos XIX y XX, los papas combatieron fuertemente contra los errores doctrinales del modernismo y del catolicismo liberal,  con las encíclicas Indulgentiarum Doctrina, Quo Graviora, Mysterium Fidei, y Pascendi Dominici gregis.